# Delta Kream
| Recensione           | Giudizio |
| -------------------- | -------- |
| AllMusic             | [ 1 ]    |
| DIY                  | [ 2 ]    |
| Entertainment Weekly | B        |
| NME                  | [ 4 ]    |
| Pitchfork            | 6.8/10   |

Delta Kream è il decimo album del duo rock americano The Black Keys, pubblicato dalla Easy Eye Sound e dalla Nonesuch Records il 14 maggio 2021. È un album di cover di canzoni hill country blues (uno stile di country blues tipico della regione del Nord Mississippi). È stato preceduto dall'uscita il 15 aprile di una cover di "Crawling Kingsnake", basata sull'interpretazione di Junior Kimbrough.

## Registrazione
L'album è stato registrato "in circa 10 ore" in due pomeriggi presso lo studio Easy Eye Sound di Dan Auerbach a Nashville alla fine del "Let's Rock tour", con poca pianificazione e senza prove. Include contributi del chitarrista di R. L. Burnside, Kenny Brown, e del bassista di Junior Kimbrough, Eric Deaton;precedentemente  i Black Keys avevano eseguito una cover di "Busted" di Burnside e "Do the Romp" di Kimbrough (intitolata "Do the Rump") nel loro album di debutto del 2002 The Big Come Up, e hanno pubblicato nel 2006 l'album tributo a Kimbrough Chulahoma: The Songs of Junior Kimbrough.
Auerbach ha dichiarato: "Abbiamo realizzato questo disco per onorare la tradizione del Mississippi hill country blues che ci ha influenzato all'inizio della carriera. Queste canzoni sono ancora importanti per noi oggi come lo erano il primo giorno in cui Pat e io abbiamo iniziato a suonare insieme e abbiamo raccolto i nostri strumenti».
La copertina dell'album presenta una fotografia degli anni '70 di William Eggleston del negozio Delta Kream a Tunica, Mississippi, con una Oldsmobile Cutlass parcheggiata fuori; il negozio non esiste più.

## Tracce
Delta Kream
1. Crawling Kingsnake – 6:08 (musica: John Lee Hooker, Bernard Besman)
2. Louise – 4:23 (musica: Mississippi Fred McDowell)
3. Poor Boy a Long Way from Home – 4:08 (musica: R. L. Burnside)
4. Stay All Night – 5:44 (musica: Junior Kimbrough)
5. Going Down South – 3:48 (musica: R. L. Burnside)
6. Coal Black Mattie – 3:48 (musica: Ranie Burnette)
7. Do the Romp – 5:01 (musica: Junior Kimbrough)
8. Sad Days, Lonely Nights – 5:57 (musica: Junior Kimbrough)
9. Walk with Me – 5:36 (musica: Junior Kimbrough)
10. Mellow Peaches – 3:47 (musica: Big Joe Williams)
11. Come On and Go with Me – 5:55 (musica: Junior Kimbrough)

Digital bonus track
1. Crawling Kingsnake (edit) – 3:52 (musica: John Lee Hooker, Bernard Besman)

## Classifiche
| Classifica (2021)                     | Posizione massima |
| ------------------------------------- | ----------------- |
| Australia                             | 8                 |
| Austria                               | 3                 |
| Belgio (Fiandre)                      | 2                 |
| Belgio (Vallonia)                     | 2                 |
| Canada                                | 12                |
| Danimarca                             | 22                |
| Paesi Bassi                           | 2                 |
| Finlandia)                            | 6                 |
| Germania                              | 3                 |
| Ungheria                              | 3                 |
| Irlanda                               | 23                |
| Italia                                | 20                |
| Nuova Zelanda                         | 5                 |
| Norvegia                              | 34                |
| Polonia                               | 25                |
| Portogallo                            | 4                 |
| Scozia                                | 4                 |
| Svezia                                | 4                 |
| Svizzera                              | 3                 |
| Regno Unito                           | 5                 |
| US Billboard 200                      | 6                 |
| US Top Alternative Albums (Billboard) | 1                 |
| US Top Rock Albums (Billboard)        | 1                 |